# Castell de Châlus-Chabrol
El castell de Châlus-Chabrol és un castell que es troba al municipi de Châlus, al departament d'Alta Viena.
El castell conserva una torre de l'homenatge d'estructura circular, que data del segle xii, i una edificació residencial construïda entre els segles xi i xiii, la qual es va ampliar al segle xvii.
El castell protegia l'accés sud cap a Llemotges i la ruta nord-sud entre París i Espanya, així com l'antiga ruta est-oest que unia la Mediterrània i l'Atlàntic.
És famós per ser el lloc on va morir Ricard Cor de Lleó a conseqüència de les ferides per una ballesta mentre assetjava el castell l'any 1199. Les seves restes estan enterrades a la capella del castell.
Aquest castell va ser catalogat com monument històric pel ministeri francès de cultura l'any 1925. Va estar obert al públic fins al 2006, quan es va vendre i des d'aleshores roman tancat.